# Dyrus
Marcus Hill (n. 30 de marzo de 1992), más conocido por su seudónimo Dyrus, es un jugador estadounidense profesional retirado del MOBA League of Legends además de ser realizador de directos en Twitch. Antes de su retiro, Dyrus era el carrilero superior para el equipo profesional Team SoloMid (TSM), equipo con el que ganó varios  League of Legends Championship Series, además de haber participado en varios campeonatos mundiales del mismo. Su retiro se dio después del campeonato mundial de League of Legends de 2015.

## Carrera
Dyrus ha sido jugador de League of Legends desde la fase beta del juego. Su campeón (nombre que se le da a un personaje del juego) favorito es Singed, con el cual adquirió la posición número uno en la fase beta. Su carrera como jugador profesional comenzó con el rol de soporte en uno de los primeros equipos competitivos del juego All or Nothing. Después de la desintegración del equipo, Dyrus ingresó al equipo Epik Gamer con el rol de carrilero superior. Dyrus comenzó a ganar más popularidad al empezar en la plataforma Twitch, por su estilo de juego único, su interesante personalidad y el éxito que tuvo con Epik Gamer en los torneos del servidor de Latinoamérica Norte. Más tarde se mudó a la gaming house de Nueva York del equipo Team SoloMid, para poder así dedicarse a tiempo completo a su carrera como jugador profesional mientras seguía jugando para Epik Gamer. 
Después del retiro del jugador conocido como TheRainMan de Team SoloMid, Dyrus se ofreció así mismo como su reemplazo, y teniendo la aprobación de su equipo, abandona Epik Gamer para entrar como carrilero superior a Team SoloMid.
Dyrus y TSM ganaron la Spring split del 2014, y la Summer split del mismo año. En la LCS de Norteamérica de la primavera del 2015, Dyrus ayudó a ganar la temporada regular además de las semifinales. Team SoloMid fue el ganador del Intel Extreme Masters Season IX, celebrado en Katowice en el 2015, derrotando a Team WE con un marcador de 3 a 0.
Ganando la LCS de la primavera de 2015, obtuvieron una de las seis invitaciones al 2015 Mid-Season Invitational en el año de la inauguración del evento, acabando en la quinta posición.
En la Summer Split, TSM finaliza con el segundo lugar siendo derrotados por el equipo Counter Logic Gaming en las semifinales.
En el Campeonato Mundial de League of Legends del 2015, TSM fue colocado en el Grupo D, que consistía de los equipos Origen, LGD Gaming, KT Rolster y el mismo TSM, el grupo fue conocido como ''El grupo de la Muerte'' (del inglés ''Group of Death''). TSM finalizó en cuarto lugar del grupo y no pudo seguir en el torneo. Después de que TSM enfrentara su último juego en el torneo contra LGD, Dyrus se retiró de la escena competitiva y recibió una ovación por su contribución a TSM.

## Vida personal
Marcus Hill nació el 30 de marzo de 1992 en Honolulu, Hawái, de Mark y Sandy Hill. Dyrus ingresó a la liga profesional a pesar de los deseos de su padre, quien buscaba que Marcus trabajara en el negocio de su familia. En junio 29. Actualmente reside en Austin, Texas con Brian Wyllie (más conocido como TheOddOne).